# Camada E esporádica
A camada E esporádica tem a particularidade de ficar mais ativa no verão e em condições em que o ciclo solar (que se repete a cada 11 anos aproximadamente) estiverem propícias.
Quanto mais perpendiculares são os raios solares que incidem sobre a ionosfera maiores serão as probabilidades de aparição da E esporádica.

## Aparição

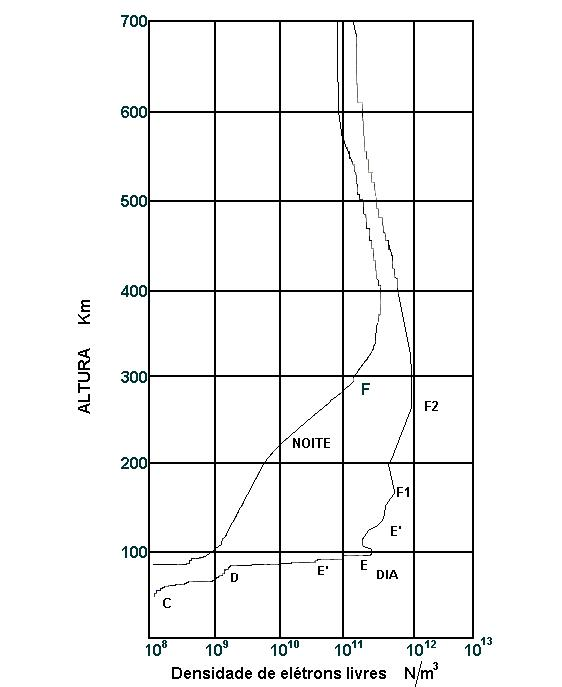
Camadas ionosféricas, notar a aparição da camada E' esporádica durante o dia

Quando ocorre o fenômeno da aparição da camada E esporádica, a propagação de rádio começa a ser influenciada em diversas frequências. Nota-se uma abertura em VHF nos canais baixos de televisão, podendo abrir acima ou abaixo desta região do espectro eletromagnético.

## Oscilação de propagação
Muitas vezes as aberturas e fechamentos de propagação são imprevisíveis acompanhando a atividade da E esporádica. Não se tem como prever exatamente onde se dará a abertura e para qual região haverá dutificações, refrações ou reflexões de ondas eletromagnéticas, nem a hora e as frequências exatas de abertura ou fechamento. Isto é, o comportamento da ionosfera, a exemplo da atmosfera, como um todo é completamente imprevisível.

## Frequências médias de ocorrência
Estatisticamente existem probabilidades de abertura nos 6 m (Em torno de 50 MHz), podendo ir para cima ou para baixo (em comprimentos de onda) durante a ocorrência do fenômeno.
É comum se observar canais de televisões e se escutar emissoras de FM a grande distâncias (entre 88 e 108 MHz). Excepcionalmente ocorrem aberturas até a faixa de VHF próxima da frequência de 150 MHz.
Para se ter uma ideia sobre o que ocorre, a MUF, em geral, vai no máximo até 30 MHz. São notáveis as distâncias de abertura de propagação ocasionadas pela E esporádica, chegando até em torno de 2.000 km para VHF (que em condições normais não ultrapassa a 200 km).

## Dificuldades no estudo
Um detalhe importante é que não se sabe ao certo o porquê da influência em altas frequências, uma vez que estas dificilmente são absorvidas, atenuadas ou refletidas pela E esporádica.
Alguns pesquisadores de institutos de investigações ionosféricas afirmam que os fenômenos ocorrem devida dutificação por diferenças de densidades iônicas, outros pesquisadores afirmam que na verdade ocorre uma coincidência entre a aparição da E esporádica e o aumento da densidade iônica nas camadas superiores da atmosfera.
A dificuldade de estudar a aparição da E esporádica está na raridade do fenômeno e nas interferências com outros eventos concomitantes. Exemplos são as inversões térmicas, tempestades iônicas, aumento de densidade do vento solar ocasionada pelo aumento da atividade solar entre outros.

## Época de ocorrência
A única certeza que se tem do aumento de probabilidade de ocorrência da aparição da E esporádica é no verão (dezembro-janeiro) no hemisfério sul, (junho-julho) no hemisfério norte, isto quando as condições do ciclo solar que se repete em picos a cada 11 anos aproximadamente estão propícias. No Brasil, se tem notícia de uma atividade excepcional da E esporádica no verão de 1983, antes disto, no verão de 1975 quando se assistiam canais de televisão do Rio de Janeiro no litoral do Paraná. Outro acontecimento em 23 de Junho de 2010, quando foi possível fazer boas escutas de algumas rádios FMS de São Paulo em Curitiba entre as 7 e 8 da noite. E também propagações de FMs de Jundiaí no Rio Grande do Sul. Atualmente, não se tem notícia de atividades tão intensas quanto nas épocas relatadas.[carece de fontes?]